# الاتحاد الجمهوري (الصومال الفرنسي)
الاتحاد الجمهوري (بالفرنسية: Union républicaine)‏ كان حزبًا سياسيًا في أرض الصومال الفرنسية.

## التاريخ
تم تأسيس الاتحاد على يد محمود حربي فرح، عضو الجمعية الوطنية الفرنسية. خاض الحزب انتخابات الجمعية الإقليمية لعام 1957، وحصل على 61٪ من الأصوات وجميع المقاعد الثلاثين في الجمعية. بعد الانتخابات أصبح حربي نائبًا لرئيس مجلس إدارة الإقليم. في ذلك الوقت، كان الحزب متحالفًا مع التجمع الديمقراطي الأفريقي.  ودعا الحزب إلى توحيد كل المناطق الناطقة بالصومالية في دولة واحدة.
أيد حربي والاتحاد الجمهوري الاستقلال الكامل في استفتاء عام 1958. بعد إجراء الاستفتاء (مما أدى إلى هزيمة المؤيدين للاستقلال)، دعا الزعيم الموالي لفرنسا حسن جوليد إلى انتخابات جديدة للجمعية الإقليمية. وأطيح بحكومة حربي في تصويت بحجب الثقة وحل المجلس من قبل الحاكم الفرنسي مكير.  
حشد الاتحاد الجمهوري احتجاجات ضد حل الجمعية الإقليمية. تحولت الاحتجاجات إلى أعمال عنف. اندلعت أعمال شغب ومات عدة أشخاص. كان الحزب غير قانوني، وسُجن قادة الحزب. كما اختفى حربي من المشهد السياسي المحلي،  بعد أن تم نفيه إلى القاهرة من قبل السلطات الفرنسية في عام 1958.  توفي في حادث تحطم طائرة بعد ذلك بعامين في ظروف غامضة.  
في ديسمبر 1958، تم إطلاق سراح خمسة من قادة الاتحاد الجمهوري المسجونين. استمر الحزب في العمل بشكل غير قانوني. كان له اتصالات جيدة مع رابطة الصومال الكبرى.